# Synagoge (Szekszárd)

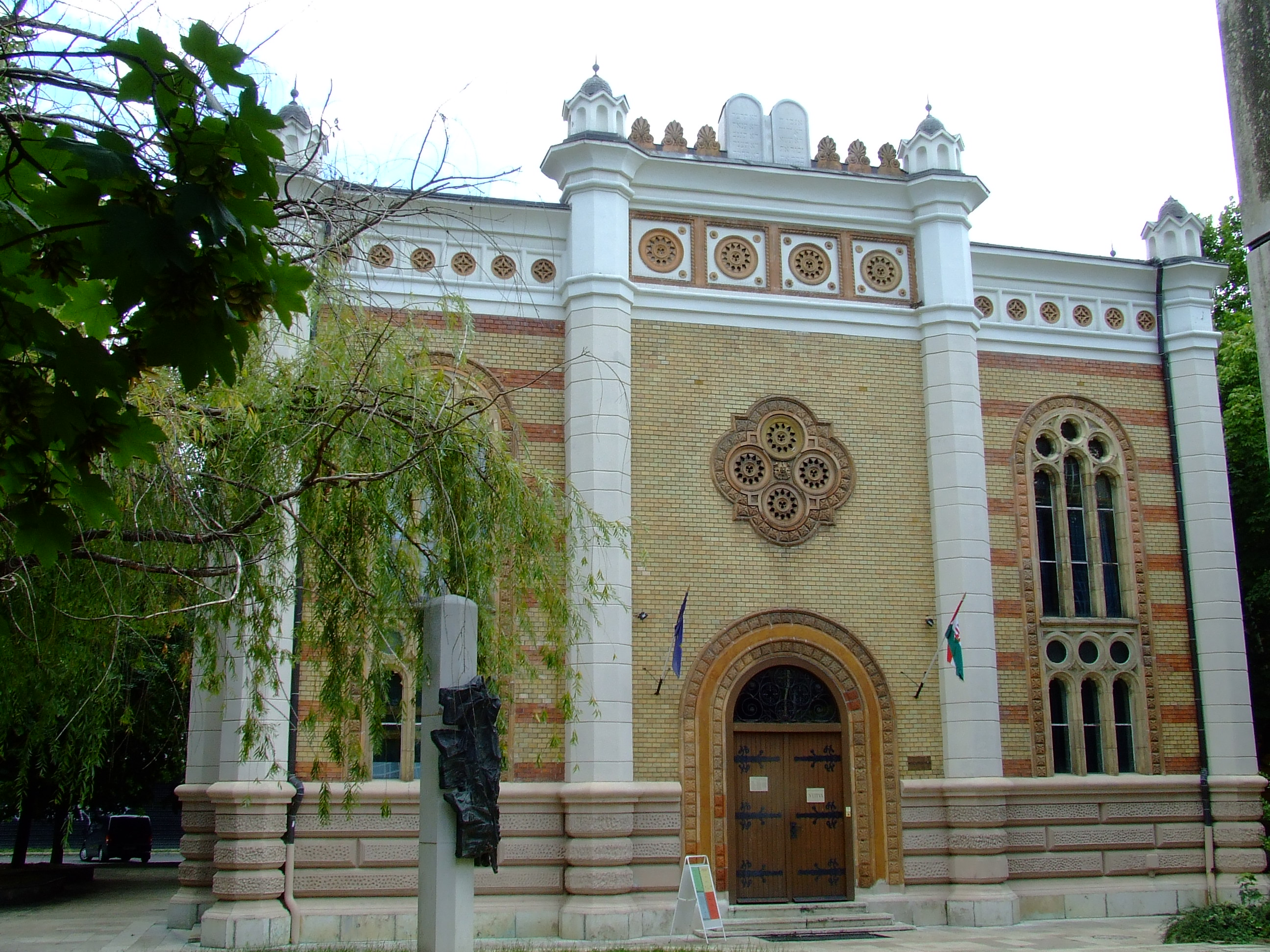
Synagoge in Szekszárd

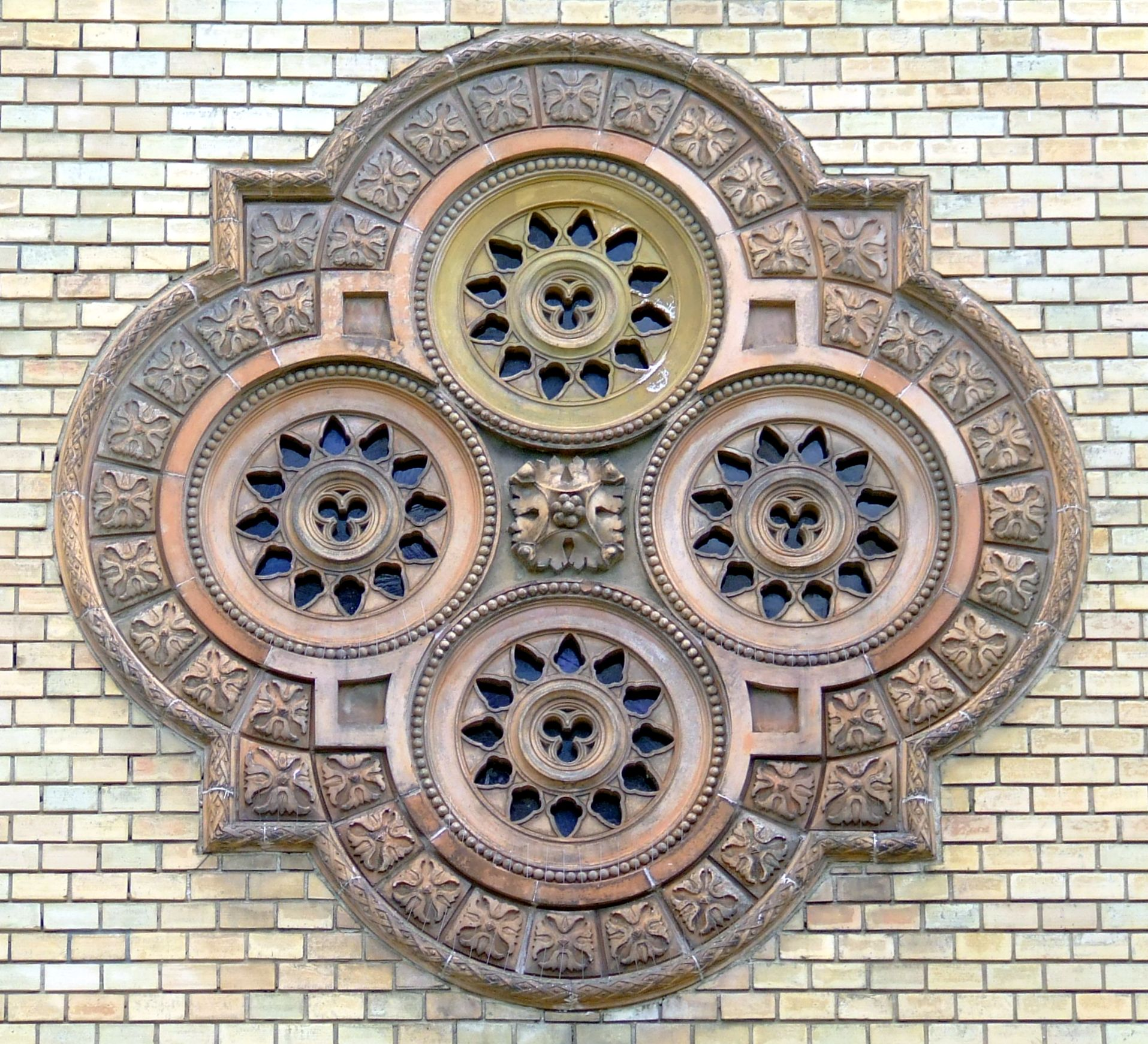
Fenster über dem Portal

Die Synagoge in Szekszárd, einer Stadt im Komitat Tolna in Südungarn, wurde 1897 errichtet. Die profanierte Synagoge mit der Adresse Szent István tér 28 ist ein geschütztes Kulturdenkmal.
Die Synagoge im Stil des Historismus wurde nach Plänen des Architekten Hans Petschnigg errichtet. Das renovierte Synagogengebäude wird seit 1987 für Kunstausstellungen genutzt. 